# پتیاره را کتک بزن
«پتیاره را کتک بزن» (به انگلیسی: Smack My Bitch Up) یا «مَنو بساز» ترانه‌ای از گروه رِیو پرادیجی و سومین تک‌آهنگ از آلبوم بهترین چیزها است که در سال ۱۹۹۷ منتشر شد. «پتیاره را کتک بزن» در نظرسنجی سال ۲۰۱۳ مجلهٔ میکس‌مَگ از مخاطبانش به‌عنوان سومین ترانهٔ برتر رقص همهٔ زمان‌ها معرفی شد.
این ترانه به دلیل عنوان زن‌ستیزانه و موزیک ویدئویی که در آن صحنه‌هایی از خشونت و سکس پس از مصرف افراطی مواد مخدر و نوشیدنی‌های الکلی نشان داده می‌شود در زمان انشارش بسیار جنجال‌برانگیز شد. دو خط تکرارشوندهٔ «Change my pitch up / Smack my bitch up» که از آهنگ «Give the Drummer Some» اولترامگنتیک ام‌سیز نمونه‌برداری شده‌اند تنها کلماتی هستند که در ترانه شنیده می‌شوند. در سال ۲۰۱۰ و در یک نظر سنجی که توسط انجمن پی‌آراِس انجام شد، «پتیاره را کتک بزن» بعنوان «بحث‌برانگیزترین ترانهٔ همهٔ زمان‌ها» انتخاب شد.
در ترانه یک قسمت آوازی (تحریر مستقل از شعر) هم وجود دارد که شهین بدر آن را اجرا کرده و برگرفته از قطعه‌ای به‌نام «نانا» از شیلا چاندارا است.

## ویدئو
موزیک ویدئوی «پتیاره را کتک بزن» را یوناس اوکرلوند سوئدی ساخته‌است. این ویدئو یک شب خوش‌گذرانی در شهر را با نشان دادن صحنه‌هایی از مست کردن و رانندگی، استفاده از کوکائین، خشونت، استفراغ، تخریب، تعرض، برهنگی و آمیزش جنسی به تصویر می‌کشد. ویدئوی «پتیاره را کتک بزن» که از دید اول‌شخص فیلم‌برداری شده پایانی غافلگیرکننده دارد؛ زمانی که در انتها شخصیت اصلی در آینه نشان داده می‌شود بیننده متوجه می‌شود که او یک زن است.
اوکرلوند پیش از آن چند کار در سوئد انجام داده بود و پیشنهاد ساخت ویدئو برای گروهی مثل پرادیجی برایش یک موقعیت ویژه به‌شمار می‌آمد. ابتدا ایده‌ای نداشت تا این‌که شبی در کپنهاگ با یکی از دوستانش برای گشت و گذار بیرون رفتند. زمانی که اوکرلوند در اتاق هتل‌شان به‌هوش آمد چیزی از اتفاقات شب گذشته یادش نمی‌آمد و دوستش به او توضیح داد که آن‌ها کارهای مختلفی انجام داده‌اند از جمله رفتن به یک استریپ کلاب. پس از آن بود که او تصمیم گرفت ویدئوی «پتیاره را کتک بزن» را بر مبنای تجربهٔ آن‌شب بسازد.
اوکرلوند که از سوی مدیر گروه پرادیجی تحت فشار بود تا کار را سریع‌تر تمام کند، در زمانی کوتاه نسخهٔ اولیهٔ ویدئو را روی یک نوار وی‌اِچ‌اِس برایشان ارسال کرد اما در یک فَکس به او اعلام شد که «آن‌ها ویدئو را نپسندیده‌اند و دیگر روی آن کار نکند». با این‌حال چون ایدهٔ ویدئو را دوست داشت، کار روی آن را ادامه داد و نسخهٔ نهایی را به‌همراه یادداشتی برای لیام هاولت (شخص اول پرادیجی) فرستاد. حدود یک ماه بعد هاولت با اوکرلوند تماس گرفت و اعلام کرد که آن‌ها ویدئو را پسندیده‌اند و یک روز بعد پرادیجی افتتاحیهٔ یک فستیوال موسیقی را با نمایش آن ویدئو برگزار کردند. به گفتهٔ هاولت هنگامی که ایستگاه‌های رادیویی متعدد ترانه را تحریم کردند، اعضای گروه که چیز زیادی برای از دست دادن نداشتند تصمیم گرفتند که نسخهٔ کامل و بدون سانسور ویدئو را پخش کنند.
هنرپیشهٔ ایفاکنندهٔ نقش استریپر در ویدئوی «پتیاره را کتک بزن» ترسا می مدل سافت پورن اهل بریتانیا است.

## بازخورد
ام‌تی‌وی ویدئوی «پتیاره را کتک بزن» را با کمی سانسور و بین ساعت‌های ۱ تا ۵ بامداد پخش می‌کرد. کرت لادر مجری آن شبکه در زمانی معرفی ویدئو در یک آخر شب به بینندگان گفت: «ام‌تی‌وی در شُرف پخش ویدئویی است که ممکن است برخی افراد نخواهند آن را ببینند. این ویدئو دنیای خشونت‌بار و آشفتهٔ شبانه را با چاشنی مواد مخدر، مشروبات الکلی و پرخاشگری جنسی به تصویر می‌کشد. بی‌پرده است و برهنگی کامل از جلو را نمایش می‌دهد. اگر تصور می‌کنید این چیزیست که ترجیح می‌دهید نبینید، لطفاً همین حالا کانال را عوض کنید». این اولین باری بود که یک ویدئو حاوی تصاویر برهنگی کامل از جلو در ام‌تی‌وی نشان داده شد.
چند روز پس از انتشار «پتیاره را کتک بزن» سازمان ملی زنان آمریکا به دلیل آنچه «تشویق به خشونت خانگی» می‌دانست از پرادیجی و تایم وارنر (مالک نیمی از سهام شرکت توزیع‌کنندهٔ اثر) انتقاد کرد و چند هفته بعد جرمی کوربین در مجلس عوام بریتانیا طرحی را پیشنهاد داد که از پارلمان می‌خواست مراتب انزجار خود را از نصب بیلبوردهای «پتیاره را کتک بزن» در معابر عمومی اعلام کند و شرکت پخش‌کننده را وادار کند تبلیغ‌ها را پایین بکشند. جان مک‌دانل، داین ابوت و اونا کینگ جزو هم‌حزبی‌های کوربین بودند که از این پیشنهاد حمایت کردند.
فروشگاه‌های زنجیره‌ای کی‌مارت و وال‌مارت به‌خاطر این آهنگ، فروش آلبوم بهترین چیزها را متوقف کردند و بیستی بویز از پرادیجی خواستند هنگام اجرای مشترک‌شان ردینگ فستیوال این قطعه را اجرا نکنند. گرچه اعضای پرادیجی به این درخواست توجهی نکردند و روی استیج ریدینگ اعلام کردند: «ما کاری که دلمان بخواهد انجام می‌دهیم». با این‌حال آن‌ها موافقت کردند که تک‌آهنگ در فروشگاه‌های وال‌مارت با عنوان سانسورشدهٔ «Smack My ***** Up» عرضه شود.
لیام هاولت ساخت این قطعه را برآمده از عشق دیرینه‌اش به موسیقی هیپ هاپ عنوان کرده‌است. او با اشاره به این‌که در این سبک از زبان عامیانهٔ خیابانی استفاده می‌شود معتقد است سوتفاهم‌ها برآمده از ترجمهٔ تحت‌الفظی عنوان هستند در صورتی که این عبارت در زبان عامیانهٔ خیابانی مترادف ضرب و جرح یک زن نیست و معنای کاملاً متفاوتی دارد. به‌گفتهٔ هاولت منظور آن‌ها از این عبارت «انجام هر کاری با انرژی شدید و جنون‌آمیز» بوده‌است.
ویدئوی «پتیاره را کتک بزن» که به بدنامی شهره شد مورد توجه گروه‌ها و خواننده‌های دیگر مثل مدونا و کاردیگنز قرار گرفت و باعث شد از اوکرلوند بخواهند برایشان موزیک ویدئو بسازد. او ویدئوی «بازی محبوب من» را برای کاردیگِنز و «پرتوی نور» را برای مدونا ساخت که دومی جوایز متعددی دریافت کرد. در سال ۱۹۹۹ شرکت تبلیغاتی جی. والتر تامپسون که مجری تبلیغات برند اسمیرنوف بود، اوکرلوند را به خدمت گرفت تا تبلیغ ودکاهای «اسمیرنوف قرمز» را برایشان بسازد.

## موقعیت در جدول‌های فروش
| چارت موسیقی (۱۹۹۷–۱۹۹۸)      | بالاترین جایگاه |
| ---------------------------- | --------------- |
| جدول‌های ای‌آرآی‌ای استرالیا    | ۴۱              |
| اولتراتاپ بلژیک (فلاندرز)    | ۷               |
| نیلسن ساونداسکن کانادا       | ۱۲              |
| جدول‌های رسمی فنلاند          | ۱               |
| جدول کنترل رسانه آلمان       | ۵۱              |
| انجمن شرکت‌های ضبط مجارستانی  | ۵               |
| انجمن صنعت ضبط ایرلند        | ۶               |
| فدراسیون صنعت موسیقی ایتالیا | ۱۶              |
| ۴۰ آهنگ برتر هلند            | ۱۹              |
| انجمن صنعت ضبط نیوزیلند      | ۸               |
| وی‌جی-لیستای نروژ             | ۸               |
| LP3 لهستان                   | ۱۲              |
| سازنده‌های موسیقی اسپانیا     | ۱               |
| فهرست برترین‌های سوئد         | ۱۳              |
| جدول تک‌آهنگ‌های بریتانیا      | ۸               |
| جدول تک‌آهنگ‌های دنس بریتانیا  | ۱               |
| ۱۰۰ تک‌آهنگ داغ بیلبورد       | ۸۹              |

## یادداشت
1. ↑  اصطلاحی خیابانی بین مَوادکِش‌ها برای درخواست هروئین